# Димча
Димча (болг. Димча) — село в Болгарии. Находится в Великотырновской области, входит в общину Павликени. Население составляет 394 человека.

## Политическая ситуация
В местном кметстве Димча, в состав которого входит Димча, должность кмета (старосты) исполняет Стефан Неделчев Прокопиев (Болгарская социалистическая партия (БСП)) по результатам выборов.
Кмет (мэр) общины Павликени — Ангел Иванов Генов (коалиция в составе 2 партий: политический клуб «Экогласность», Земледельческий союз Александра Стамболийского (ЗСАС)) по результатам выборов.